# سيرسيفينتو
سيرسيفينتو (بالفريولية: Çurçuvint) هي كومونا (بلدية) في مقاطعة أوديني في المنطقة الإيطالية فريولي فينيتسيا جوليا ، وتقع على بعد حوالي 120 كيلومتر (75 ميل) شمال غرب مدينة تريست وحوالي 60 كيلومتر (37 ميل) شمال غربمدينة أوديني.
وتقع سيرسيفينتو على حدود البلديات التالية: بالوزا، ورافاسكليتو، وسوتريو.